# جائزة نيوزيلندا الكبرى 1966
جائزة نيوزيلندا الكبرى 1966 هو سباق فورمولا 1 أقيم بتاريخ 8 يناير 1966 في نيوزيلندا. حلّ البريطاني غراهام هيل أولا بينما جاء البريطاني جاكي ستيورات في المركز الثاني.